# BB de BD
BB de BD est une série de bande dessinée belge humoristique de Didgé.

## Synopsis
Des bébés, que l'on ne peut trouver que dans des bandes dessinées, philosophent sur le monde.

## Personnages
- Plusieurs bébés apparaissent dans la série.

## Publication

### Albums
- BB de BD, Blanco :

1. La loi du plus faible, 1989.
2. Avec ou sans tétine ?, 1990.
3. Peur du noir, 1991.

- Les Bébés, P & T Productions :

1. Crimes et châtiments, 1996.
2. J'ai décidé d'arrêter !, 1998.
3. Ça ne fait même pas mal hé !, 1999[1].

### Revues
La série a été publiée dans le journal Spirou entre 1983 et 1988.